# Seznam lanových drah v Česku
Toto je seznam lanových drah na území dnešního Česka. Seznam zahrnuje všechny osobní a některé nákladní lanové dráhy, které byly nebo jsou v provozu v České republice.
Dráhy jsou rozděleny dle typu (osobní pozemní – osobní visuté – nákladní), v rámci tohoto jsou seřazeny dle data zprovoznění první lanové dráhy v dané trase. Pokud jsou ve sloupci „Rok zprovoznění“ uvedeny dva roky, první letopočet označuje rok zprovoznění první lanové dráhy v dané trase, druhý potom rok zprovoznění současné lanovky. Další údaje (délka, převýšení, případně rozchod koleje) se již týkají pouze současně provozované lanové dráhy. V případě zrušených lanovek patří tato data posledně provozované dráze. U osobních visutých drah je ve sloupci „Poznámky“ uvedeno, zda se jedná o lanovku kabinovou nebo gondolovou (kabinkovou), případně dodatečná informace. Křížek (†) uvedený za trasou dráhy označuje lanovky odpojitelné. Pokud v tabulce není uveden typ, jedná se o dráhu sedačkovou.

## Osobní pozemní lanové dráhy
| Lanová dráha                       | Rok zprovoznění       | Šikmá délka | Převýšení | Rozchod koleje    | Poznámky                                                                  |
| ---------------------------------- | --------------------- | ----------- | --------- | ----------------- | ------------------------------------------------------------------------- |
| Praha, Letná                       | 1891                  | 109 m       | 38 m      | 1000 mm           | zrušena 1916, po elektrifikaci v roce 1903 se jednalo o ozubnicovou dráhu |
| Praha, Petřín                      | 1891 / 1985           | 511 m       | 130 m     | 1435 mm           |                                                                           |
| Praha, hotel NH                    | 1996 / 2018           | 156 m       | 51 m      | atypické vedení   | označována též jako šikmý výtah                                           |
| Karlovy Vary, Imperial             | 1907 / 1987           | 127 m       | 54 m      | 1000 mm           | tunelová lanová dráha                                                     |
| Karlovy Vary, Slovenská – Imperial | 1912                  | 126 m       | 60 m      | 1000 mm           | zrušena 1959                                                              |
| Karlovy Vary, Diana                | 1912 / 1988           | 453 m       | 167 m     | 1000 mm           |                                                                           |
| Karlovy Vary, Tři kříže            | rozestavěná 1913–1914 | 500 m       | 173 m     | koleje nepoloženy | nedostavěná, podle posledního projektu již mělo jít o ozubnicovou dráhu   |

## Osobní visuté lanové dráhy
| Lanová dráha ♦ Úsek                      | Oblast                  | Rok zprovoznění    | Šikmá délka | Převýšení | Poznámky                                                                  |
| ---------------------------------------- | ----------------------- | ------------------ | ----------- | --------- | ------------------------------------------------------------------------- |
| Janské Lázně – Černá hora                | Krkonoše                | 1928 / 2006        | 2307 m      | 566 m     | původně kabinová, nyní kabinková                                          |
| Liberec – Ještěd                         | Liberec                 | 1933 / 1975        | 1188 m      | 402 m     | kabinová, od roku 2021 mimo provoz                                        |
| Ráztoka – Pustevny                       | Beskydy                 | 1940 / 1986        | 1637 m      | 400 m     |                                                                           |
| Špindlerův Mlýn – Pláň                   | Krkonoše                | 1947 / 1992 / 2015 | 1576 m      | 441 m     | od 2015 vyhřívaná šestisedačka s bublinou                                 |
| Pec pod Sněžkou – Sněžka †               | Krkonoše                |                    |             |           | dvouúseková lanovka, původně sedačková, nyní kabinková                    |
| ♦ Pec pod Sněžkou – Růžová hora          |                         | 1949 / 2013        | 1747 m      | 508 m     |                                                                           |
| ♦ Růžová hora – Sněžka                   |                         | 1949 / 2014        | 1969 m      | 252 m     |                                                                           |
| Bohosudov – Komáří vížka                 | Krušné hory             | 1952               | 2348 m      | 480 m     |                                                                           |
| Transporta Chrudim                       | Chrudim                 | 1952               | 631 m       | 16 m      | zrušena 1972, neveřejná lanovka                                           |
| Oldřichovice – Javorový vrch             | Beskydy                 | 1957               | 1310 m      | 424 m     |                                                                           |
| Krasetín – Kleť                          | Blanský les             | 1961               | 1792 m      | 383 m     |                                                                           |
| Jáchymov – Klínovec †                    | Krušné hory             | 1965 / 2014        | 2168 m      | 481 m     | od 2014 čtyřsedačka s bublinou                                            |
| Velká Úpa – Portášovy Boudy              | Krkonoše                | 1968 / 2005        | 1464 m      | 354 m     |                                                                           |
| Špičák – Pancíř                          | Šumava                  |                    |             |           | dvouúseková lanovka                                                       |
| ♦ Špičák – Hofmanova Bouda               |                         | 1970               | 1483 m      | 227 m     |                                                                           |
| ♦ Hofmanova Bouda – Pancíř               |                         | 1970               | 1256 m      | 121 m     |                                                                           |
| Ramzová – Šerák                          | Hrubý Jeseník           |                    |             |           | dvouúseková lanovka                                                       |
| ♦ Ramzová – Čerňava †                    |                         | 1976 / 2009        | 1459 m      | 296 m     |                                                                           |
| ♦ Čerňava – Šerák                        |                         | 1981 / 2010        | 1810 m      | 274 m     |                                                                           |
| Zoo Praha                                | Praha                   | 1977               | 106 m       | 50 m      |                                                                           |
| Špindlerův Mlýn – Medvědín †             | Krkonoše                | 1978 / 1994        | 1912 m      | 488 m     |                                                                           |
| Zadov – Churáňov                         | Šumava                  | 1979               | 906 m       | 188 m     |                                                                           |
| Frenštát pod Radhoštěm – Horečky         | Beskydy                 | 1983               | 278 m       | 73 m      |                                                                           |
| Harrachov – Čertova hora                 | Krkonoše                | 1983 / 2002        | 1303 m      | 357 m     |                                                                           |
| Koliba – Krakonoš                        | Mariánské Lázně         | 1993               | 587 m       | 106 m     | Jediná pulzační gondolová lanovka v ČR.                                   |
| Punkevní jeskyně – Macocha               | Moravský kras           | 1995               | 249 m       | 131 m     | kabinová                                                                  |
| Špindlerův Mlýn – Pláň Východ            | Krkonoše                | 1995               | 938 m       | 307 m     |                                                                           |
| Rokytnice nad Jizerou – Lysá hora †      | Krkonoše                | 1996               | 2198 m      | 591 m     |                                                                           |
| Rýžoviště – Čertova hora                 | Krkonoše                | 1997               | 894 m       | 298 m     |                                                                           |
| Herlíkovice – Žalý                       | Krkonoše                | 1999 / 2006        | 1433 m      | 416 m     |                                                                           |
| Špindlerův Mlýn – Hromovka †             | Krkonoše                | 2000 / 2005        | 1408 m      | 334 m     |                                                                           |
| Harrachov – Můstky                       | Krkonoše                | 2001               | 506 m       | 165 m     |                                                                           |
| Liberec – Černý vrch                     | Liberec                 | 2001 / 2006        | 808 m       | 287 m     |                                                                           |
| Kořenov – Rejdice                        | Jizerské hory           | 2002               | 662 m       | 156 m     |                                                                           |
| Ramzová – Ski Arena R3                   | Hrubý Jeseník           | 2002               | 560 m       | 80 m      |                                                                           |
| Černý Důl – Špičák                       | Krkonoše                | 2003               | 1014 m      | 248 m     |                                                                           |
| Pec pod Sněžkou – Hnědý vrch             | Krkonoše                | 2003               | 1168 m      | 317 m     |                                                                           |
| Tanvaldský Špičák 1                      | Jizerské hory           | 2003               | 1179 m      | 270 m     |                                                                           |
| Lipno-Jezerní                            | Šumava                  | 2003 / 2008        | 1203 m      | 161 m     |                                                                           |
| Branná – Větrná                          | Hrubý Jeseník           | 2004               | 347 m       | 88 m      |                                                                           |
| Protěž – Slunečná                        | Krkonoše                | 2004               | 1275 m      | 299 m     |                                                                           |
| Vítkovice v Krkonoších – Aldrov          | Krkonoše                | 2004               | 620 m       | 130 m     |                                                                           |
| Špindlerův Mlýn – Labská                 | Krkonoše                | 2005               | 1319 m      | 323 m     |                                                                           |
| Železná Ruda – Špičák                    | Šumava                  | 2005               | 1273 m      | 338 m     |                                                                           |
| Herlíkovice – Bubákov                    | Krkonoše                | 2005               | 1120 m      | 219 m     |                                                                           |
| Vrchlabí – Kněžický vrch                 | Krkonoše                | 2005               | 895 m       | 151 m     |                                                                           |
| Klínovec-Dámská †                        | Krušné hory             | 2005 / 2019        | 1249 m      | 232 m     | od 2019 čtyřsedačka s bublinou a vyhříváním sedadel                       |
| Bílá v Beskydech – Zbojník †             | Beskydy                 | 2006 / 2023        | 823 m       | 229 m     | od 2023 šestisedačka s bublinou a vyhříváním sedadel                      |
| Liberec – Skalka †                       | Liberec                 | 2006               | 1472 m      | 351 m     |                                                                           |
| Liberec – Černý vrch                     | Liberec                 | 2006               | 808 m       | 287 m     |                                                                           |
| Světlá pod Ještědem – Pláně              | Liberec                 | 2006               | 618 m       | 168 m     |                                                                           |
| Rokytnice – Horní Domky                  | Krkonoše                | 2006               | 1240 m      | 252 m     |                                                                           |
| Benecko – Kejnos                         | Krkonoše                | 2006               | 766 m       | 184 m     |                                                                           |
| Černý Důl – U Lomu                       | Krkonoše                | 2006               | 708 m       | 153 m     |                                                                           |
| Mladé Buky – Pekelský vrch               | Krkonoše                | 2006               | 575 m       | 115 m     |                                                                           |
| Říčky v Orlických horách – Zakletý vrch  | Orlické hory            | 2006 / 2020        | 1205 m      | 245 m     | od 2020 šestisedačka s bublinou                                           |
| Deštné v Orlických horách – Studený vrch | Orlické hory            | 2006               | 864 m       | 208 m     |                                                                           |
| Zadov – Kobyla                           | Šumava                  | 2006               | 724 m       | 153 m     |                                                                           |
| Zlaté Hory – Zlaté louky                 | Hrubý Jeseník           | 2007               | 1183 m      | 177 m     |                                                                           |
| Loučná nad Desnou – Přemyslov            | Hrubý Jeseník           | 2007               | 678 m       | 225 m     |                                                                           |
| Nové Město na Moravě – Harusův kopec     | Českomoravská vrchovina | 2007               | 453 m       | 88 m      |                                                                           |
| Lipová-lázně – Miroslav                  | Hrubý Jeseník           | 2007               | 799 m       | 162 m     |                                                                           |
| Horní Bečva – Rališka                    | Beskydy                 | 2007               | 517 m       | 124 m     |                                                                           |
| Liberec-skokanský areál                  | Liberec                 | 2008               | 352 m       | 146 m     |                                                                           |
| Horní Václavov-Avalanche                 | Hrubý Jeseník           | 2008               | 695 m       | 93 m      |                                                                           |
| Lipno-Promenádní                         | Šumava                  | 2008               | 864 m       | 173 m     |                                                                           |
| Lipno-Střecha                            | Šumava                  | 2008               | 864 m       | 190 m     |                                                                           |
| Prkenný Důl – Karolínka                  | Krkonoše                | 2008               | 342 m       | 75 m      |                                                                           |
| Monínec – Javorová skála                 | Sedlec-Prčice           | 2008               | 1078 m      | 212 m     |                                                                           |
| Stříbrnice – Štvanice                    | Králický Sněžník        | 2009 / 2020        | 982 m       | 236 m     | od 2020 vyhřívaná šestisedačka s bublinou, první lanovka typu D-Line v ČR |
| Velké Vrbno – Paprsek                    | Rychlebské hory         | 2009               | 970 m       | 194 m     | dvojsedačka s bublinou                                                    |
| Nový Hrozenkov – Kohútka                 | Javorníky               | 2010               | 636 m       | 209 m     |                                                                           |
| Neklid – Klement                         | Krušné hory             | 2010               | 958 m       | 232 m     |                                                                           |
| Filipovice – Točník                      | Hrubý Jeseník           | 2010               | 857 m       | 198 m     |                                                                           |
| Kouty nad Desnou – Medvědí hora          | Hrubý Jeseník           | 2010               | 1943 m      | 507 m     | první šestisedačková lanovka v ČR                                         |
| OC Forum – Větruše                       | Ústí nad Labem          | 2010               | 330 m       | 50 m      | jediná kabinová lanovka bez podpěry v ČR                                  |
| Jeřmanice – Javorník                     | Jizerské hory           | 2010               | 803 m       | 131 m     |                                                                           |
| Červená Voda – Buková hora †             | Orlické hory            | 2010               | 1680 m      | 400 m     | První vyhřívaná čtyřsedačka s bublinou v ČR.                              |
| Dolní Morava – Sněžník †                 | Králický Sněžník        | 2010               | 1167 m      | 369 m     |                                                                           |
| Dolní Morava – U slona                   | Králický Sněžník        | 2010               | 1124 m      | 293 m     |                                                                           |
| Bublava –Stříbrný potok                  | Krušné hory             | 2011               | 786 m       | 185 m     |                                                                           |
| Paseky nad Jizerou – Pizár               | Krkonoše                | 2011               | 709 m       | 166 m     |                                                                           |
| Čenkovice – Buková hora                  | Orlické hory            | 2011               | 945 m       |           |                                                                           |
| Klínovec-Centrální †                     | Krušné hory             | 2011               | 1235 m      |           | čtyřsedačka s bublinou                                                    |
| Červenohorské sedlo – Velký Klínovec †   | Jeseníky                | 2011 / 2021        | 1052 m      |           | od 2021 čtyřsedačka s bublinou                                            |
| Horní Václavov – Čertova hora            | Jeseníky                | 2011               | 711 m       |           |                                                                           |
| Kunčice – Triangl                        | Jeseníky                | 2012               | 556 m       |           |                                                                           |
| Klíny                                    | Krušné hory             | 2012               | 607 m       |           |                                                                           |
| Klínovec-Přemostěná                      | Krušné hory             | 2012               | 1074 m      |           |                                                                           |
| Karlov pod Pradědem – Klobouk            | Jeseníky                | 2012               | 637 m       |           |                                                                           |
| Karlov pod Pradědem – V Javořinách †     | Jeseníky                | 2012               | 609 m       |           | čtyřsedačka, do roku 2017 s bublinou                                      |
| Luka nad Jihlavou – Balkán               | Vysočina                | 2012               | 526 m       |           |                                                                           |
| Malá Morávka – Kopřivná                  | Jeseníky                | 2012               | 907 m       |           |                                                                           |
| Hrubá Voda                               | Oderské vrchy           | 2013               | 739 m       |           | do roku 2021 délka pouhých 288 m                                          |
| Pstruží – Plešivec †                     | Krušné hory             | 2013               | 1392 m      |           |                                                                           |
| Plešivec – Modes Grund †                 | Krušné hory             | 2013               | 806 m       |           |                                                                           |
| Plešivec – Plešivecká louka              | Krušné hory             | 2013               | 358 m       |           |                                                                           |
| Telnice – Rudný vrch †                   | Krušné hory             | 2013               | 781 m       |           |                                                                           |
| Karlov pod Pradědem – Myšák †            | Jeseníky                | 2013 / 2018        | 555 m       |           | od 2018 čtyřsedačka s bublinou                                            |
| Staré Hamry – Gruň                       | Beskydy                 | 2013               | 554 m       |           |                                                                           |
| Vrchlabí – Kněžický vrch †               | Krkonoše                | 2014               | 1050 m      |           |                                                                           |
| Hofmanky Express †                       | Krkonoše                | 2015               | 1146 m      |           | vyhřívaná šestisedačka s bublinou                                         |
| Zahrádky Express †                       | Krkonoše                | 2015               | 857 m       |           |                                                                           |
| Přibližovací lanová dráha Bubákov 2      | Krkonoše                | 2015               | 172 m       |           | nejpomalejší lanová dráha v ČR                                            |
| Horní Mísečky – Medvědín †               | Krkonoše                | 2017               | 1300 m      |           |                                                                           |
| Špičák Express †                         | Krkonoše                | 2017               | 995 m       |           |                                                                           |
| Deštné v Orlických horách - Marta II †   | Orlické hory            | 2017               | 860 m       |           | čtyřsedačka s bublinou                                                    |
| Horní Mísečky - Medvědín †               | Krkonoše                | 2017               | 1282 m      |           |                                                                           |
| Dolní Lomná - Severka                    | Beskydy                 | 2018               | 1028 m      |           |                                                                           |
| Tanvaldský Špičák 2 †                    | Jizerské hory           | 2018               | 911 m       |           | čtyřsedačka s bublinou                                                    |
| Paseky nad Jizerou †                     | Jizerské hory           | 2018               | 1142 m      |           |                                                                           |
| Mosty u Jablunkova - Grúň                | Beskydy                 | 2018               | 564 m       |           |                                                                           |
| Rokytnice - Hranice                      | Krkonoše                | 2018               | 367 m       |           |                                                                           |
| Karlov pod Pradědem - Roháč express †    | Jeseníky                | 2018               | 662 m       |           |                                                                           |
| Hynčice pod Sušinou - Kaple              | Králický Sněžník        | 2019               | 969 m       |           |                                                                           |
| Lipno - Parkoviště                       | Šumava                  | 2019               | 402 m       |           |                                                                           |
| Dolní Lomná - Armáda                     | Beskydy                 | 2019               | 641 m       |           |                                                                           |
| Mladé Buky - Buky I                      | Krkonoše                | 2020               | 540 m       |           |                                                                           |

### Projekty
| Lanová dráha ♦ Úsek     | Oblast       | Rok zprovoznění | Šikmá délka | Převýšení | Poznámky                          |
| ----------------------- | ------------ | --------------- | ----------- | --------- | --------------------------------- |
| Pec pod Sněžkou – Javor | Krkonoše     | 2026            | 1100 m      |           | vyhřívaná šestisedačka s bublinou |
| Skiterminál – Hromovka  | Krkonoše     | 2025            | 1300 m      |           | šestisedačka                      |
| Skiterminál – Medvědín  | Krkonoše     | 2025            |             |           | šestisedačka                      |
| Orlické Záhoří - Jadrná | Orlické hory | 2024            | 1400 m      |           | čtyřsedačka s bublinou            |

## Nákladní lanové dráhy
| Lanová dráha ♦ Úsek                                                           | Oblast                    | Rok zprovoznění  | Šikmá délka  | Převýšení      | Poznámky                                                 |
| ----------------------------------------------------------------------------- | ------------------------- | ---------------- | ------------ | -------------- | -------------------------------------------------------- |
| Koněprusy – Králův Dvůr                                                       | Berounsko                 |                  |              |                | dvouúseková lanovka, zrušena                             |
| ♦ Koněprusy – Králův Dvůr východ                                              | Berounsko                 | 1911/1917        | 3368 m       | 155 m          | zprovozněna ve dvou etapách                              |
| ♦ Králův Dvůr východ – Králův Dvůr západ                                      | Berounsko                 | 1911             | 400 m        | 30 m           |                                                          |
| Solvayovy lomy – Loděnice                                                     | Berounsko                 | 1918             | 1580 m       | 126 m          | zrušena 1965; 38 tun/hod.                                |
| Roudný těžba zlata                                                            | Benešovsko, Blaník (CHKO) |                  | 350 m        |                | patrně zanikla po skončení těžby v roce 1930             |
| Brno - Obřany                                                                 | Brno                      | 1911             |              |                | 2 lanovky, zrušeny                                       |
| důl Jindřich Zbýšov – elektrárna Oslavany                                     | Brněnsko                  | 1975             | cca 4700 m   | 143 m          | zrušena v 90. letech                                     |
| Veverská Bítýška – Lažánky                                                    | Brněnsko                  |                  |              |                | těžba kaolinu, zrušena 1931?                             |
| Velký Chlum - Žerůtský potok                                                  | Brněnsko                  |                  | 1855 m       |                | těžba písku pro Exteritoriální dálnici                   |
| Důl Hedvika - Elektrárna Ervěnice                                             | Most                      |                  |              |                | hnědé uhlí                                               |
| Důl Václav (zaniklá obec Krbice) - závod Poldi (Válcovny trub a železárny)    | Chomutov                  | 1942             | 3200 m       |                | zanikla 1960                                             |
| Sokolov                                                                       | Sokolov                   |                  |              |                | nejméně 4 lanovky                                        |
| Kyselka                                                                       | Karlovarsko               | 1895(?)          | 30-40 m (?)  |                | dvě podzemní lanovky, přeprava minerálky, zrušeny        |
| Důl František Josef - důl Prokop                                              | Kladno                    | 1914-1915        | 723,17 m     |                | Hlušina na odval, zanikla 1965                           |
| Důl Ronna - Důl Theodor                                                       | Kladno                    | 1912 (do 1935)   |              |                | Tam do třídírny, zpátky uhlelný prach do elektrárny      |
| Důl Ronna - Odval dolu Ronna                                                  | Kladno                    | 1925             | 790 m        |                |                                                          |
| Janské Lázně – Černá hora                                                     | Krkonoše                  | 1927             | ?            | ?              | stavební vojenská, do 1928                               |
| Modrý důl – Studniční hora                                                    | Krkonoše                  | 1934             | ?            | ?              | krátkodobá cvičná vojenská lanovka                       |
| Zelený důl – Výrovka                                                          | Krkonoše                  | 1935             | ?            | ?              | krátkodobá cvičná vojenská lanovka                       |
| Pec pod Sněžkou – Luční hora                                                  | Krkonoše                  | 1937             | 5400 m       | 710 m          | stavební vojenská trojúseková, do 1938                   |
| Černý Důl – Kunčice nad Labem                                                 | Krkonoše                  | 1963             | 8350 m       | 215 m          | těžba vápence                                            |
| Bumbálka                                                                      | Krkonoše                  | 1979             | 320 m        | 125 m          | původně pro dopravu sena a dřeva                         |
| Trutnov-Horní Staré Město                                                     | Krkonoše                  | 60. léta ?       | cca 300 m    |                | mimo provoz od roku 2008, zrušena 2018                   |
| Hynčice – Sušina                                                              | Králický Sněžník          | 1937             | necelé 2 km  | téměř 500 m    | stavební vojenská dvouúseková, do 1938                   |
| Sklené – Podbělka                                                             | Králický Sněžník          | 1937             | cca 4 km     | více než 500 m | stavební vojenská trojúseková, do 1938                   |
| Neštěmice – Ryjice                                                            | Ústí nad Labem            |                  |              |                | dvouúseková lanovka, zrušena                             |
| ♦ Neštěmice – Radešínský vrch                                                 |                           | 1969             | 4747 m       | ?              |                                                          |
| ♦ Radešínský vrch – Ryjice                                                    |                           | 1969             | 1324 m       | ?              |                                                          |
| Bílka – Milešovka                                                             | České středohoří          | 30. léta         | ?            | 276 m          | obsluha vojenského objektu                               |
| Lišov                                                                         | Českobudějovicko          | 60. léta         | cca 1100 m   | ?              | zrušena 2001 ?                                           |
| Chvaletice – těžba pyritu                                                     | Pardubický kraj           |                  |              |                | zrušena 1975                                             |
| Kerhartice – Andrlův chlum                                                    | Pardubický kraj           | 1925             |              |                | krátkodobá cvičná vojenská lanovka                       |
| Hrabovka - nádraží Praha střed                                                | Praha                     | 1943             |              |                | uhlí pro parní lokomotivy                                |
| Ostrava                                                                       | Ostrava                   | –                | –            | –              | nejméně 4 lanovky, zrušeny                               |
| Důl Odra (stará) - Důl Ignát                                                  | Ostrava                   |                  | 1975 m       |                |                                                          |
| Důl Oskar (Petřkovice)-Důl Anselm (Eduard Urx)                                | Ostrava                   | 1909             | 1950 m       |                | Příčně zavěšeny důlní vozíky                             |
| jáma Ida (Generalissimus Stalin I) -koksovna u jámy Terezie (Důl Petr Bezruč) | Ostrava                   | 1909             | 2 450 m      |                |                                                          |
| jáma Ida - halda                                                              | Ostrava                   |                  | 145-505 m    |                | doprava hlušiny                                          |
| jáma Terezie (Důl Petr Bezruč) - koksovna Karolina                            | Ostrava                   | 1926 (1. června) | 2 400 m      |                | postavila firma bří. Špačků                              |
| Jáma Michaeli (Michalka) - jáma Emma - třídírna Trojice                       | Ostrava                   |                  | 2800 m       |                |                                                          |
| třídírna Trojice - halda Emma                                                 | Ostrava                   |                  |              |                | doprava hlušiny                                          |
| Důl Ludvík - třídírna u Důl Salm VII (Hugo)                                   | Ostrava                   | 1912             | 2 900 m      |                | zrušena 1927                                             |
| Důl Albrecht (Hedvika, Fučík 2) - Důl Habsburg (Pokrok, Fučík 1)              | Petřvald                  | –                | 1080 m       | –              |                                                          |
| Nová jáma (Důl Antonín Zápotocký, Lazy) - koksovna Lazy                       | Orlová                    | 1899             |              | –              |                                                          |
| Důl František - Janeczkova štěrkovna Stonava                                  | Horní Suchá               | 1930             | 2300 m       | do roku 1947   | štěrk na zakládku vyrubaných slojí                       |
| Důl Ivanka (Hovorany) - Dubňany                                               | Hodonínsko                | 1945             | cca 3000 m   | do roku 1959   |                                                          |
| Důl Barbora - úpravárenský závod Ústřední Závod Karviná (ÚZK)                 | Karviná                   | 1938             |              | do roku 1263   | zavěšeny důlní vozíky, fa F. Wiesner, Chrudim            |
| jáma Františka - jáma Hlubina (uhelné prádlo)                                 | Karviná                   | –                | 860 m        | –              |                                                          |
| jáma Jindřich - jáma Hlubina (uhelné prádlo)                                  | Karviná                   | –                | 746 m        | –              |                                                          |
| jáma Hlubina (uhelné prádlo)-jáma Jan (koksovna)                              | Karviná                   | –                | –            | –              | Dřevěné sloupy na betonových patkách výkon 70 tun/hodinu |
| Prachovice – Závratec                                                         | Železné hory              | 1882             | téměř 5000 m |                | zanikla po roce 1945                                     |

## Navržené lanové dráhy
Významněji diskutované návrhy lanových drah:
- Lanová dráha Podolí – Kavčí hory (Praha, pozemní)
- Lanová dráha Radlická – Dívčí hrady (Praha, visutá)
- Lanová dráha Holešovice – Bohnice – Dejvice (Praha, visutá s větvením trasy)
- Lanová dráha Podbaba – Bohnice (Praha, visutá kabinková)
- Lanová dráha Pisárky – Bohunice (Brno, visutá kabinková)
- Lanová dráha na Špilberk (Brno, pozemní jednokabinová)